# 아부노촌
아부노촌(일본어: 阿武野村)은 일본 오사카부 시마카미군·미시마군에 설치되었던 촌이다. 현재의 다카쓰키시에 해당한다.

## 역사
- 1889년 4월 1일 - 정촌제 시행에 의해 시마카미군 아부노촌이 성립하였다.
- 1896년 4월 1일 - 미시마군이 성립해, 소속이 변경되었다.
- 1948년 1월 1일 - 다카쓰키시에 편입해, 동일 기시베촌은 폐지되었다.

## 교통

### 철도
일본 국유철도 도카이도 본선이 촌을 통과했지만 역은 존재하지 않았다. 셋쓰톤다역이 가장 가까운 곳에 위치. 

### 도로
현재는 구촌역에 메이신 고속도로가 통과하지만, 당시는 미개통.

## 참고문헌
- 角川日本地名大辞典 27 大阪府